# Por esos Mundos
Por esos Mundos fue una revista ilustrada española, editada entre 1900 y 1926 en Madrid.

## Historia
La revista apareció en 1900, originalmente como un suplemento semanal de la revista ilustrada Nuevo Mundo, aunque desde 1906 se editó como una publicación independiente y con carácter mensual. Por esos Mundos se especializó en temática de viajes —en sus primeros años se publicó bajo el subtítulo Aventuras y viajes—, evasión y entretenimiento, especialmente lo exótico. También llegó a tocar la tauromaquia. A partir de 1913 pasó a formar parte del grupo Prensa Gráfica. Dejó de publicarse en diciembre de 1916, aunque reapareció brevemente en 1926 antes de su desaparición definitiva.